# Anneau gamma
L'anneau gamma (ou anneau γ) est un anneau planétaire situé autour d'Uranus.

## Caractéristiques
L'anneau gamma orbite à 47 627 km du centre d'Uranus (soit 1,863 fois le rayon de la planète), entre l'anneau êta et l'anneau delta. Comme la quasi-totalité des autres anneaux d'Uranus, il est très fin, sa largeur étant de l'ordre de 1  à   4 km.